# 光栄寺 (伊東市)
光栄寺（こうえいじ）は、静岡県伊東市吉田にある日蓮宗系単立の寺院。山号は霊場山。本尊は曼荼羅。西山本門寺の末寺。

## 歴史
元々は真言宗の寺院であったが、後に西山本門寺の末寺となる。
寛永年間（1624年-1644年）に光栄寺六世の住職である日廣が赤牛を調伏するために池の小島へ立って七日間読経を続けて赤牛を封じ込め、小島に一堂を造った後、この小島を経島と呼ぶようになったとする伝承が残されている。

## 交通
- 伊豆急行「川奈駅」より車で約5分。
- 東海バスI20・I21・I36荻線、I61・I67シャボテン公園線「仲町」バス停から徒歩約3分。（JR伊東線・伊豆急行線伊東駅からI20荻循環、I21城星経由荻車庫行、I36川奈口経由荻車庫行、I61シャボテン公園行、I67小室山リフト経由シャボテン公園行バスで約15分。）